# Fortim Sancti Spíritus
O Fortim Sancti Spiritus ou Forte Sancti Spiritus foi um pequeno forte erguido entre maio e dezembro de 1527 pelo navegador veneziano Sebastião Caboto que explorava a bacia do rio da Prata e do rio Paraná. Foi destruído cerca de dois anos depois pelos ameríndios que habitavam a região. 

## História
Caboto, que zarpara da Espanha no dia 3 de abril de 1526 com três naus e 150 tripulantes, havia desistido de sua missão original de ir até as ilhas Moluscas pelo estreito de Magalhães e decidido explorar a Bacia do Prata após ouvir os histórias, sobre as inesgotáveis riquezas do Prata, de Jorge Gomes e de Henrique Montes. Caboto conheceu Jorge Gomes, que acompanhara Cristovão Jacques na exploração do rio Paraná e do rio da Prata, ao parar para abastecer os navios em Cabo de Santo Agostinho (Pernambuco), em 3 de junho de 1526. E conheceu Henrique Montes, um dos sobreviventes da expedição de Juan Díaz de Solís pelo Rio da Prata em 1516, ao ancorar na Ilha de Santa Catarina em outubro de 1526. Caboto entrou no estuário do Prata em março de 1527 e navegou cerca de 300 quilômetros rio acima. Chegando ao rio Uruguai ancorou nas proximidades da atual cidade de Carmelo, que batizou de São Lázaro. Ali ele encontrou Francisco del Puerto, outro sobrevivente do massacre de Solís e que também acompanhara Cristóvão Jacques, e que lhe confirmou as histórias. Francisco del Puerto havia mais de dez anos estava vivendo entre os Charrua, índios da região. Caboto deixou duas de suas naus e uma guarnição em São Lázaro e, em 8 de maio, com uma caravela e um bergantim, acompanhado por Francisco del Puerto, Henriques Montes, Jorge Gomes e 80 homens adentrou o rio Paraná por mais de 300 quilômetros e, um pouco acima do local no qual Cristóvão Jacques suspendera sua exploração cinco anos antes, levantou o fortim com paredes de taipa e telhado de palha, na confluência entre os rios Paraná e Carcarañá, entre as atuais cidades de Rosário e Santa Fé, na Argentina. O Fortim Sancti Spiritus é considerado o primeiro assentamento espanhol na bacia do Prata.
Caboto organizou uma expedição punitiva ao Paraguai, novamente deixando Caro no comando do forte. Caboto confirmou que os ameríndios estavam prestes a atacar o forte, mas continuou para o norte, confiando que Caro seria capaz de defendê-lo. O ataque ocorreu na noite de 1º de setembro de 1529. Os ameríndios incendiaram o forte enquanto todos os soldados dormiam. Quando eles acordaram, percebendo que a defesa seria inútil, eles tentaram embarcar nos dois navios e fugir. A maioria deles foi morta e um dos navios foi destruído antes que pudesse partir.